# Proutictis artesiaria
Proutictis artesiaria là một loài bướm đêm trong họ Geometridae.